# أل هاميلتون
أل هاميلتون هو لاعب هوكي الجليد كندي، ولد في 20 أغسطس 1946 في فلين فلون في كندا.

## وصلات خارجية
- أل هاميلتون على موقع دوري الهوكي الوطني (الإنجليزية)
- أل هاميلتون على موقع قاعة مشاهير الهوكي (لاعب أن.إتش.أل) (الإنجليزية)
- أل هاميلتون على موقع EliteProspects.com (الإنجليزية)
- أل هاميلتون على موقع HockeyDB.com (الإنجليزية)
- أل هاميلتون على موقع Hockey-Reference.com (الإنجليزية)